# Subcoccinella vigintiquatuorpunctata
Subcoccinella vigintiquatuorpunctata је инсект из реда тврдокрилаца (Coleoptera) и породице бубамара (Coccinellidae). Једини је сврстан у род Subcoccinella, мада о томе постоје опречна мишљења.

## Распрострањење и станиште
Настањује целу Eвропу, а има је и у целој Србији и није избирљива по питању станишта.

## Опис
Тело јој је дугачко 3–4 mm, овално и врло испупчено. Покрилца су покривена кратким светлим длачицама, готово невидљивим без лупе. Боја је тамнооранж, ноге и антене такође. На покрилцима постоје црне туфне, а њих је обично 20 до 24. Тамне форме су веома ретке, као и форма са жутим туфнама.

## Галерија
- парење
- јаја
- ларва
- лутка
- одрасли инсект
- форма без туфни